# Grasshopper (app)
Grasshopper is een app van google LLC. Het is gemaakt om te leren programmeren en coderen op leuke manieren. De naam is afkomstig van Grace Hopper; zij heeft de eerste compiler voor een programmeertaal op haar naam staan.
In Grasshopper kan er programmeertalen geleerd worden zoals  Java en JavaScript, en er kan HyperText Markup Language en Cascading Style Sheets mee geleerd worden.